# Monumento a La Raza
El Monumento a La Raza es un conjunto de una pirámide y una serie de estatuas, ubicado al norte de la Ciudad de México, ubicada sobre la avenida de Los Insurgentes. En la Alcaldía Cuauhtémoc
La estación del Metro La Raza; tiene como logotipo la silueta de este monumento.
Este monumento adopta la forma de pirámide, es decir una sobreposición de varias pirámides truncas, tres en este caso, de 50 metros de altura, sobre cuya plataforma superior se encuentra un pedestal.
En sus cuatro costados presenta sendas placas de bronce con relieves que forman parte de la base destinada a la escultura de un águila metálica en el acto de devorar una serpiente sobre un nopal, la cual fue esculpida por el escultor francés Georges Gardet (1863-1939). Del águila, originalmente estaba previsto que estuviera coronando la cúpula del congreso mexicano, pero al estallar la Revolución mexicana se decidió cambiar su localización, de ahí que los leones que hubieran presidido las escalinatas están ahora a la entrada del Bosque de Chapultepec, y el águila está en la punta de este monumento.
Debajo del águila se hallan varios relieves de Jesús F. Contreras que representan a los tlatoanis de la Triple Alianza más un relieve de Cuauhtémoc. De los cuatro existen réplicas, que se hallan en el Jardín de la Triple Alianza.
Los taludes de los tres basamentos ornamentados con frisos horizontales que presentan relieves inspirados en las serpientes emplumadas de Xochicalco.
Las cuatro caras de la pirámide tienen paramentos lisos inclinados en el eje central, entre dos alfardas.

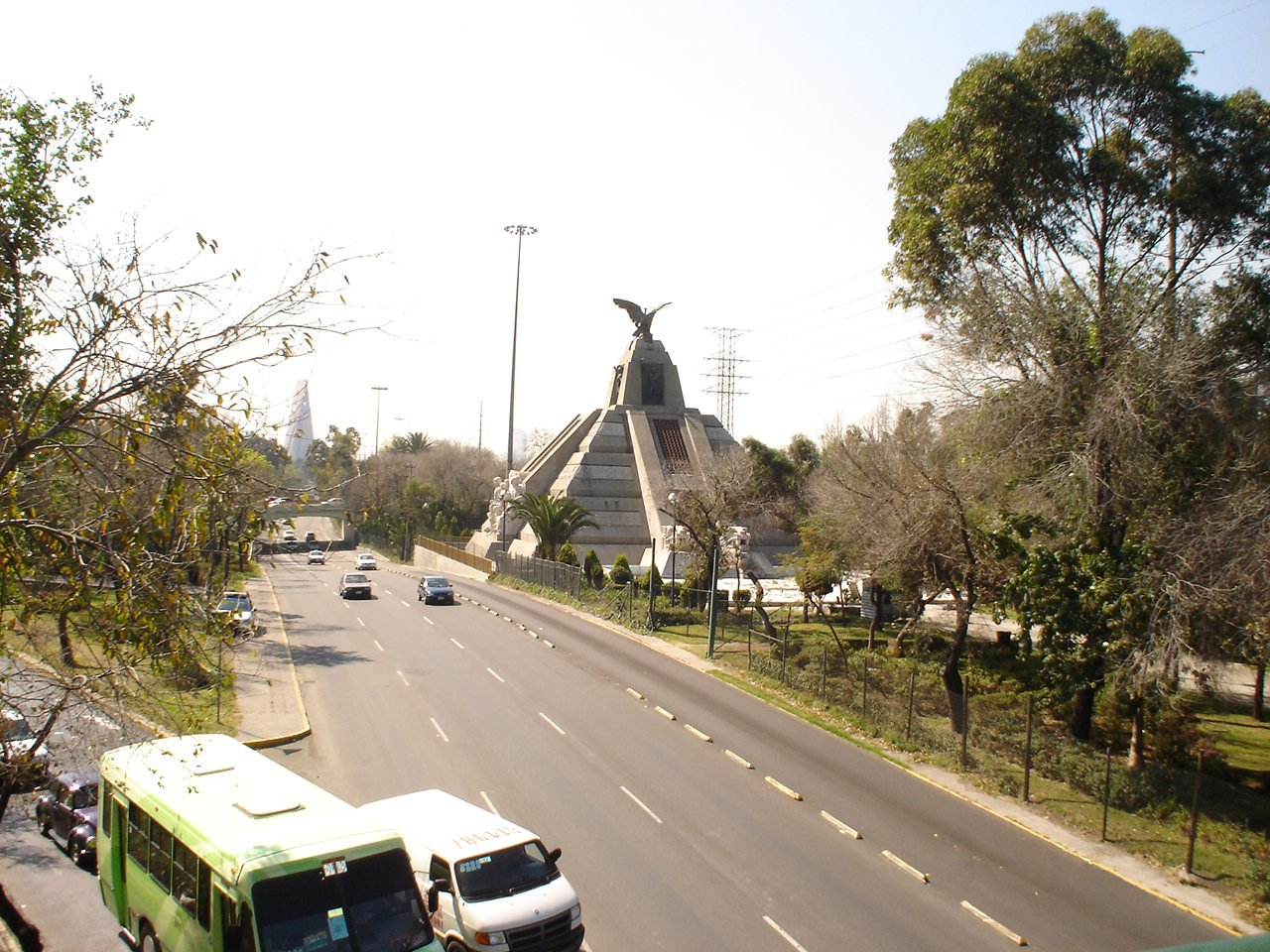
Vista del monumento a la Raza desde la avenida de los Insurgentes.

Dispone de dos escalinatas: la del sur conduce a la plataforma superior y la del norte a la puerta de entrada al edificio. Ambas escaleras presentan, en su arranque, grandes cabezas de serpiente que recuerdan las de Teotihuacán.
Del cuerpo inferior del basamento surgen dos grupos escultóricos monumentales ubicados al oriente (“Grupo de la fundación de México”) y al poniente (“Grupo defensa de Tenochtitlán”).
El proyecto arquitectónico es del ingeniero Francisco Borbolla; la realización, así como los dos grupos escultóricos corresponden al arquitecto Luis Lelo de Larrea. El monumento se concluyó en 1940. Originalmente, el águila que adorna la cúspide de la pirámide iba a estar en la cima de la cúpula de lo que sería la sede de la cámara de diputados según lo había planificado Porfirio Díaz, pero tras la Revolución mexicana el proyecto quedó inconcluso. Finalmente el edificio se convirtió en el Monumento a la Revolución, los leones (también obras de Georges Gardet), que adornarán la escalinata fueron llevados a la entrada del Bosque de Chapultepec y el águila fue trasladada al monumento a la Raza.
Debido a la falta de mantenimiento y vigilancia en la zona, el monumento a la Raza ha presentado severos desgastes por la erosión y el vandalismo por parte de delincuentes juveniles, asimismo, las esculturas de las zonas oriente y poniente, lucen desgastadas. Se espera que haya un plan de rescate o restauración.